# Periscepsia nigra
Periscepsia nigra là một loài ruồi trong họ Tachinidae.